# Patrick J. Adams
Patrick Johannes Adams (Toronto, 27 agosto 1981) è un attore canadese.

## Biografia
Patrick J. Adams frequenta la Northern Secondary School a Toronto. Dopo il divorzio dei genitori, all'età di 19 anni, si trasferisce a Los Angeles e frequenta la University of Southern California nella quale ottiene una laurea in arti drammatiche.

### Carriera
Adams appare in episodi di serie televisive come Cold Case - Delitti irrisolti e Jack & Bobby, ottenendo poi ruoli in Lost, Friday Night Lights, Senza traccia, Una donna alla Casa Bianca, Ghost Whisperer, NCIS, Avvocati a New York e Suits. Dopo aver vinto il Jack Nicholson Award nel 2004, che consisteva in una borsa di studio finanziata dallo stesso Jack Nicholson per i migliori attori della scuola, Adams si laurea in arti drammatiche e comincia subito a lavorare in una produzione di Edward Albee (The Goat, or Who Is Sylvia?) al Mark Taper Forum, che poi vincerà un Ovation Award.
Negli anni successivi, le apparizioni televisive di Adams crescono notevolmente, dalle partecipazioni come ospite a Numbers a ruoli ricorrenti in Friday Night Lights e ruoli in film per la televisione come la commedia romantica Equivoci d'amore. Nel 2007 appare in serie TV più importanti come Lost, mentre continua ad essere presente sulla scena teatrale di Los Angeles. Adams partecipa come ospite d'onore alla serie televisiva Pretty Little Liars nel quinto episodio.
Dall'estate del 2011 interpreta il ruolo di protagonista di Mike Ross in Suits, sul canale statunitense USA Network.
Nel 2012 interpreta Nathan Israel nella serie televisiva della HBO Luck.

### Vita privata
Adams incontra l'attrice Troian Bellisario nel 2009, quando recitano nell'opera teatrale Equivocation. I due si lasciano, ma tornano insieme quando Adams, nel 2010, partecipa alle riprese di un episodio di Pretty Little Liars. Il 24 febbraio 2014 viene confermata la notizia che Adams e Bellisario sono ufficialmente fidanzati. Il 10 dicembre 2016, i due convolano a nozze a Santa Barbara. L'8 ottobre 2018 nasce la loro prima figlia, Aurora. Il 15 maggio 2021 nasce la seconda figlia Elliot Rowena.
Nel settembre 2013, è nominato membro onorario dalla University College Dublin Law Society.
Adams sa suonare la chitarra ed è un appassionato di fotografia, possiede infatti più di 25 macchine fotografiche.

## Filmografia

### Cinema
- Old School, regia di Todd Phillips (2003)
- Façade, regia di Brian Bedard (2005)
- Walk Hard - La storia di Dewey Cox (Walk Hard: The Dewey Cox Story), regia di Jake Kasdan (2007) - non accreditato
- 3 Days Gone, regia di Scott McCullough (2008)
- Extreme Movie, regia di Adam Jay Epstein e Andrew Jacobson (2008) - voce
- 2:13, regia di Charles Adelman (2009)
- Weather Girl, regia di Blayne Weaver (2009)
- Rage, regia di Sally Potter (2009)
- The Waterhole, regia di Ely Mennin (2009)
- 6 Month Rule, regia di Blayne Weaver (2011)
- Car Dogs, regia di Adam Collis (2016)
- Room for Rent, regia di Matthew Atkinson (2017)
- Clara, regia di Akash Sherman (2018)
- He Went That Way, regia di Jeffrey Darling (2023)
- Young Werther, regia di José Lourenço (2024)

### Televisione
- Jack & Bobby – serie TV, episodio 1x10 (2004)
- Cold Case - Delitti irrisolti (Cold Case) – serie TV, episodio 2x08 (2004)
- Squadra Med - Il coraggio delle donne (Strong Medicine) – serie TV, episodio 5x17 (2004)
- Close to Home - Giustizia ad ogni costo (Close to Home) – serie TV, episodio 1x08 (2005)
- Equivoci d'amore (Christmas in Boston), regia di Neill Fearnley – film TV (2005)
- Orpheus, regia di Bruce Beresford – film TV (2006)
- Numb3rs – serie TV, episodio 2x16 (2006)
- Una donna alla Casa Bianca (Commander in Chief) – serie TV, episodi 1x17-1x18 (2006)
- Friday Night Lights – serie TV, episodi 1x05-1x12 (2006-2007)
- Senza traccia (Without a Trace) – serie TV, episodio 5x14 (2007)
- Lost – serie TV, episodio 3x13 (2007)
- Heartland – serie TV, episodio 1x02 (2007)
- Good Behavior, regia di Charles McDougall - film TV (2008)
- NCIS - Unità anticrimine (NCIS: Naval Criminal Investigative Service) – serie TV, episodio 6x06 (2008)
- Ghost Whisperer - Presenze (Ghost Whisperer) – serie TV, episodio 4x16 (2009)
- Cupid – serie TV, episodio 1x05 (2009)
- Lie to Me – serie TV, episodio 2x03 (2009)
- Avvocati a New York (Raising the Bar) – serie TV, episodio 2x14 (2009)
- The Dealership, regia di Ken Girotti – film TV (2009)
- FlashForward – serie TV, episodi 1x11-1x22 (2010)
- Pretty Little Liars – serie TV, episodio 1x05 (2010)
- Suits – serie TV, 111 episodi (2011-2019)
- Luck – serie TV, 4 episodi (2012)
- Rosemary's Baby – miniserie TV, 2 episodi (2014)
- Orphan Black – serie TV, episodi 2x06-3x10 (2014-2015)
- Legends of Tomorrow – serie TV, 6 episodi (2016)
- Pillow Talk – serie TV, 11 episodi (2017)
- Sneaky Pete – serie TV, 5 episodi (2019)
- The Right Stuff - Uomini veri (The Right Stuff) – serie TV, 8 episodi (2020)
- Ragazze vincenti - La serie (A League of Their Own) – serie TV, episodi 1x03-1x07-1x08 (2022)
- The Bombing of Pan Am 103, regia di Michael Keillor – miniserie TV (2025)

## Teatro (parziale)
- La capra o chi è Sylvia? di Edward Albee, regia di Warner Shook. Mark Taper Forum di Los Angeles (2005)
- Take Me Out di Richard Greenberg, regia di Scott Ellis. Helen Hayes Theater di Broadway (2022)

## Riconoscimenti
- 2012 – Screen Actors Guild Awards
  - Nomination Migliore attore in una serie drammatica (Suits)

## Doppiatori italiani
Nelle versioni in italiano delle opere in cui ha recitato, Patrick J. Adams è stato doppiato da:
- Edoardo Stoppacciaro in NCIS - Unità anticrimine, Suits, Pretty Little Liars, Orphan Black, Legends of Tomorrow, Sneaky Pete, The Right Stuff - Uomini veri, Ragazze vincenti - La serie
- Andrea Mete in Lost, Ghost Whisperer, Rosemary's Baby
- Marco Vivio in Senza traccia, Lie To Me
- Renato Novara in Equivoci d'amore
- Stefano Crescentini in Cold Case - Delitti irrisolti
- Fabrizio De Flaviis in Luck